# 前390年代
| 千纪： | 前1千纪 |
| 世纪： | 前5世纪 \| 前4世纪 \| 前3世纪                                                                              |
| 年代： | 前420年代 \| 前410年代 \| 前400年代 \| 前390年代 \| 前380年代 \| 前370年代 \| 前360年代                    |
| 年份： | 前399年 \| 前398年 \| 前397年 \| 前396年 \| 前395年 \| 前394年 \| 前393年 \| 前392年 \| 前391年 \| 前390年 |

前390年代從前399年1月1日開始，於前390年12月31日結束。

## 大事记
- 前399年，周王子定奔晉。
- 前398年，楚攻鄭。鄭繻公誣殺其相駟子陽。
- 前397年，韓大夫嚴遂，使聶政刺殺韓相俠累。魏文侯卒，子魏武侯嗣位。
- 前396年，鄭故相駟子陽之黨刺殺國君繻公，立其弟為鄭康公。宋悼公卒，子宋休公嗣位。
- 前394年，齊攻魯，攻克最城。負黍叛鄭，降韓。
- 前393年，魏攻鄭，築酸棗城。楚攻韓，攻克負黍。晉烈公卒，晉孝公嗣位。
- 前391年，齊國大夫田和遷齊康公於黃海之濱，奉姜氏之祀。

## 逝世
- 前399年，蘇格拉底，希臘哲學家，被判服毒而死。
- 前398年，駟子陽
- 前397年，俠累
- 前397年，魏文侯
- 前396年，鄭繻公
- 前396年，宋悼公
- 前393年，晉烈公